# Tehetséggondozás
A tehetséggondozás egyik kiemelt területe a magyar köznevelésnek. A 2011. évi CXC törvény a köznevelésről az alábbi módon határozza meg a tehetséges gyerek fogalmát: 14. "kiemelten tehetséges gyermek, tanuló: az a különleges bánásmódot igénylő gyermek, tanuló, aki átlag feletti általános vagy speciális képességek birtokában magas fokú kreativitással rendelkezik, és felkelthető benne a feladat iránti erős motiváció, elkötelezettség,". Ennek meglétét a Szakszolgálat szakemberei méréssel bizonyítani tudják, illetve dokumentumban rögzítik.  Az említett törvény 1. § (1) bekezdésében megtaláljuk, hogy a magyar oktatás fókuszában áll a tehetséggondozás:  "A törvény célja olyan köznevelési rendszer megalkotása, amely elősegíti a gyermekek, fiatalok harmonikus lelki, testi és értelmi fejlődését, készségeik, képességeik, ismereteik, jártasságaik, érzelmi és akarati tulajdonságaik, műveltségük életkori sajátosságaiknak megfelelő, tudatos fejlesztése révén, és ezáltal erkölcsös, önálló életvitelre és céljaik elérésére, a magánérdeket a köz érdekeivel összeegyeztetni képes embereket, felelős állampolgárokat nevel. Kiemelt célja a nevelés-oktatás eszközeivel a társadalmi leszakadás megakadályozása és a tehetséggondozás." Azok a tanulók, akiket a Szakszolgálat felmért, és azonosított 1 nap tehetségnapra jogosultak, amikor felmentést kaphatnak az iskolai foglalkozások alól.

## Tehetséggondozó feladatok
A tehetséggondozást a köznevelési/ felsőoktatási intézmény végzi, illetve a fenti törvény a Szakszolgálatok hatáskörébe sorolja. A tehetséggondozói feladatok meglehetősen sokszínűek, szerteágazóak. Ide tartozik a tanórai differenciálás, a személyiségfejlesztés, a pályaorientáció, a tudás bővítése, dúsítása, versenyfelkészítés, szabadidős tevékenységek biztosítása. 

## Tehetséggondozó Szervezetek
A magyar tehetséggondozás kiemelt, állami tulajdonú intézményi szereplője a Nemzeti Tehetség Központ. Elsődleges feladata a fiatal tehetségek felismerésének segítése és a tehetségek gondozása, de emellett közösségépítő és mentoráló szerepet is vállal, kutatásokat végez, szakmai programokat valósít meg. Ezen kívül a Mathias Corvinus alapítvány, Kárpát-medencei Tehetségkutató Alapítvány, Magyar Tehetségsegítő Szervezetek Szövetsége, Magyar Tehetséggondozó Társaság,  illetve a Messzehangzó Alapítvány végez tehetséggondozó feladatokat. Profitorientáltan kiemelkedő munkát végez az elittanár közösség, (www.elitanar.hu) ahol nemcsak a tanulókat, hanem a pedagógusokat és a szülőket is megszólítják. Ezen kívül az E-PRoschool (http://elittanar.hu/robot-angol/ Archiválva 2019. május 15-i dátummal a Wayback Machine-ben)  egy új tehetséggondozó tevékenységbe kezdett, robotikával, kódolással, programozással támogatott módon tanít angol illetve német nyelvet.  
Fiataloknak szóló tudomány-népszerűsítő feladatokat lát el a lelkes egyetemistákból álló TUPI. (www.tupim.ml) Havi rendszerességgel szerveznek előadásokkal kísérletekkel, előadásokkal, workshopokkal gazdagított délutáni tudományos piknikeket 10-16 éves diákoknak.   

## Kiemelkedő hazai tehetséggondozó szakemberek
A hazai tehetséggondozás egyik legelismertebb szakembere Csermely Péter, (aki sajnálatos módon elhagyta a tehetséggondozást)  Gyarmathy Éva, Péter-Szarka Szilvia, Molnárné Dr. László Andrea. 

## Tehetségpontok
Hazánkban lehetőség van arra, hogy bármely szervezet, intézmény csatlakozzon a  tehetségpont hálózathoz. Ennek eredeti célja a hálózatosodás, és az ezzel járó előnyök biztosítása volt. Tehetségpontként ezen a honlapon lehet regisztrálni. http://tehetseg.hu/tehetsegpontok Aki nemzetközi kapcsolatokra szeretne szert tenni, az az ECHA-hoz is csatlakozhat ez a nemzetközi tehetségpontok hálózata. http://www.echa.info/

## Finanszírozás
Ugyan kiemelt szerep jut a törvény alapján a tehetséggondozásnak, az iskolák mégsem kapnak rá külön költségvetést. Évente egy alkalommal – jobbára a tavaszi időszakban – az EMMI kiírja az NTP pályázatokat, amelyek lehetőséget nyújtanak a különböző területeken történő tehetséggondozás anyagi kereteinek bővítésére. Ezen kívül is számos olyan pályázat van, ahol a tehetséggondozó munkát anyagilag is lehet támogattatni, pl. a MOL, MATEHETSZ által kiírt pályázatok. A Nemzeti Tehetség Központ oldalán (www.ntk.hu) számos pályázat érhető el a fiatal tehetségek és az őket segítő szakemberek elismerésére. 